# 嘉模會堂

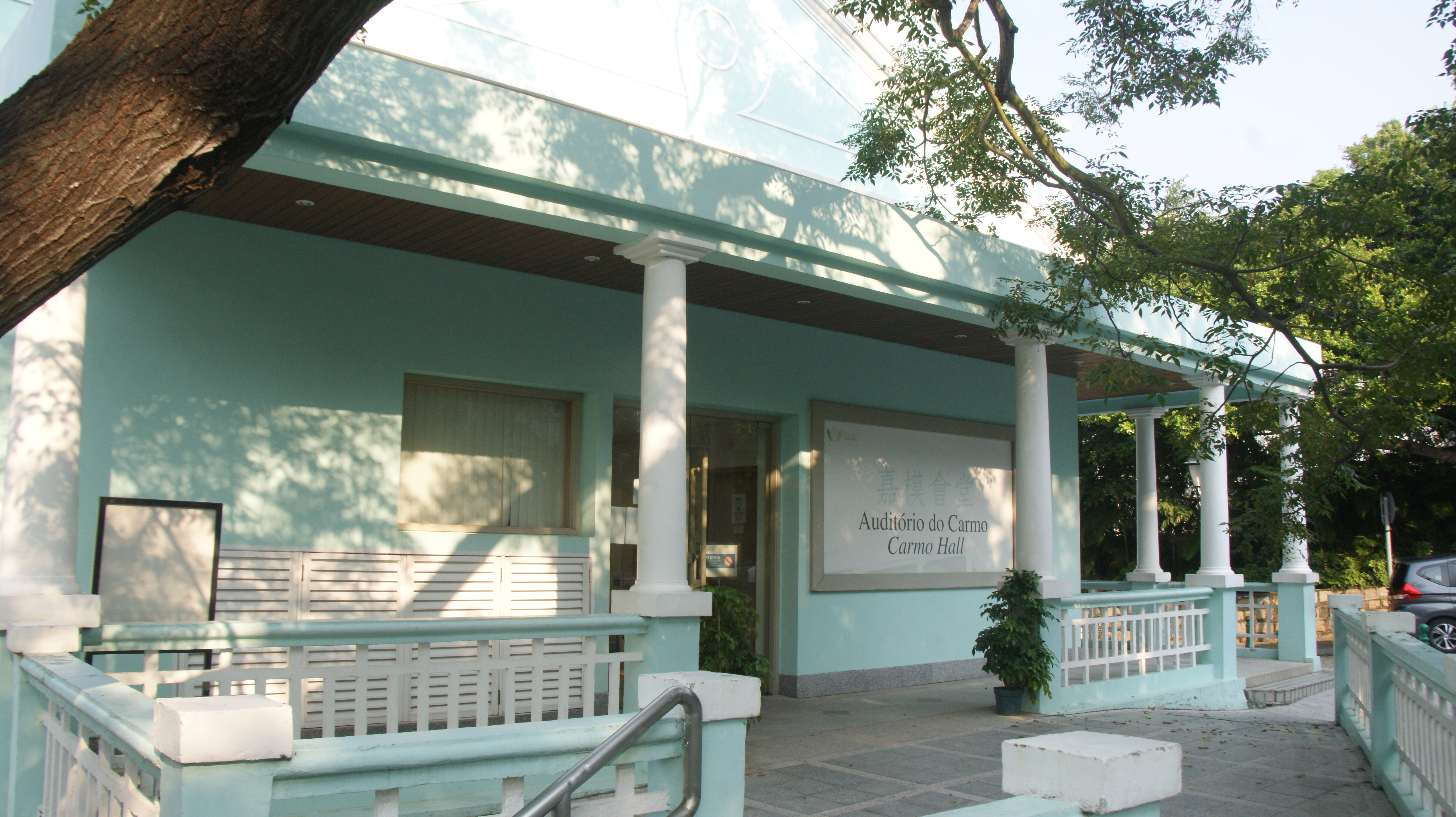
嘉模會堂

嘉模會堂（葡萄牙語：Auditório do Carmo）位於氹仔嘉路士米耶馬路，前身為氹仔電燈總局，曾是氹仔唯一公營的發電廠。2007年建築物被改建為嘉模會堂，成為多用途文藝表演活動中心，經常舉辦不同類型的專題講座，成為文娛康樂活動表演的平台。當有展覽活動舉辦時才會對外開放，時間為上午9時至晚上7時。

## 歷史

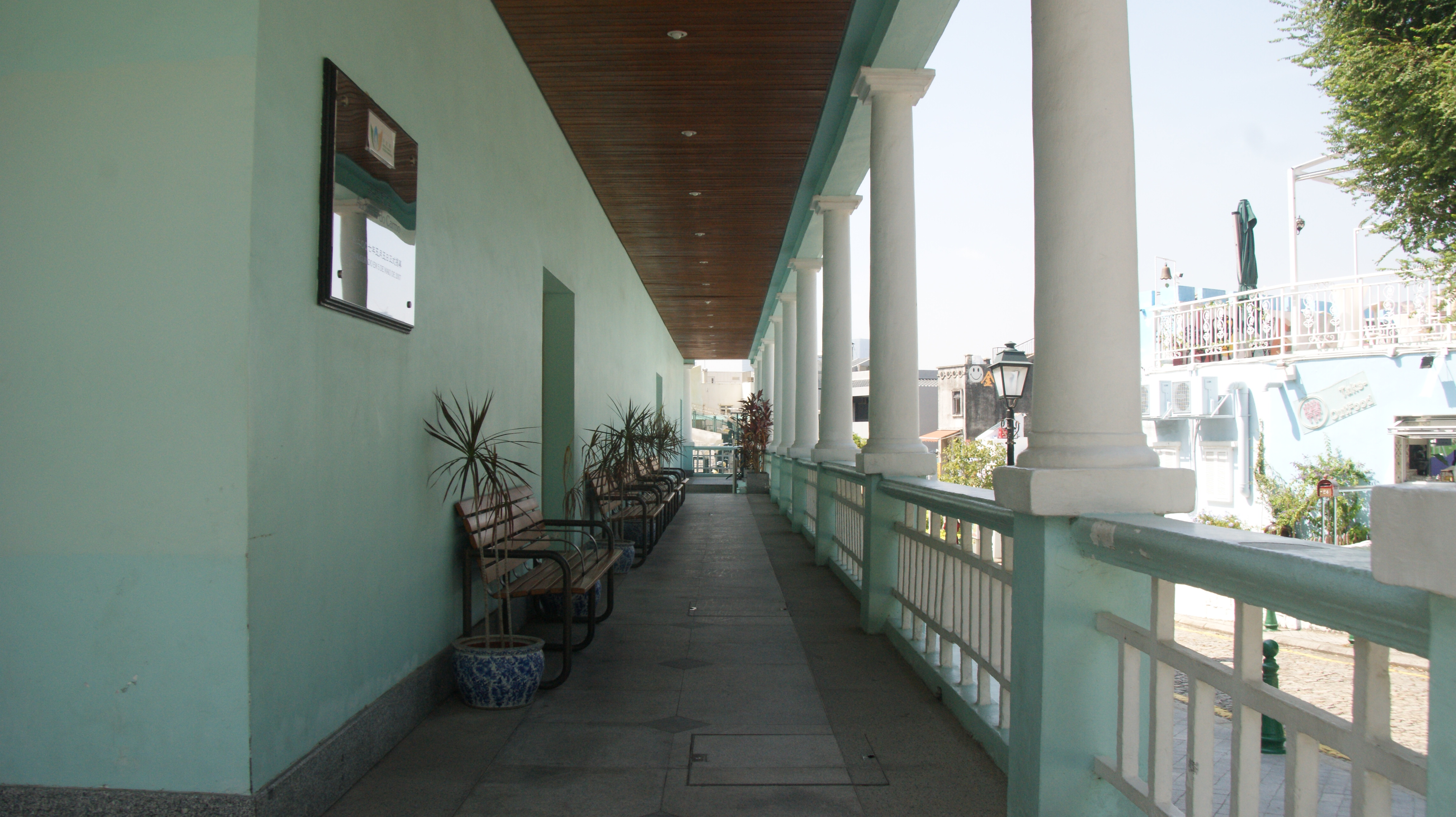
會堂旁的北側長廊

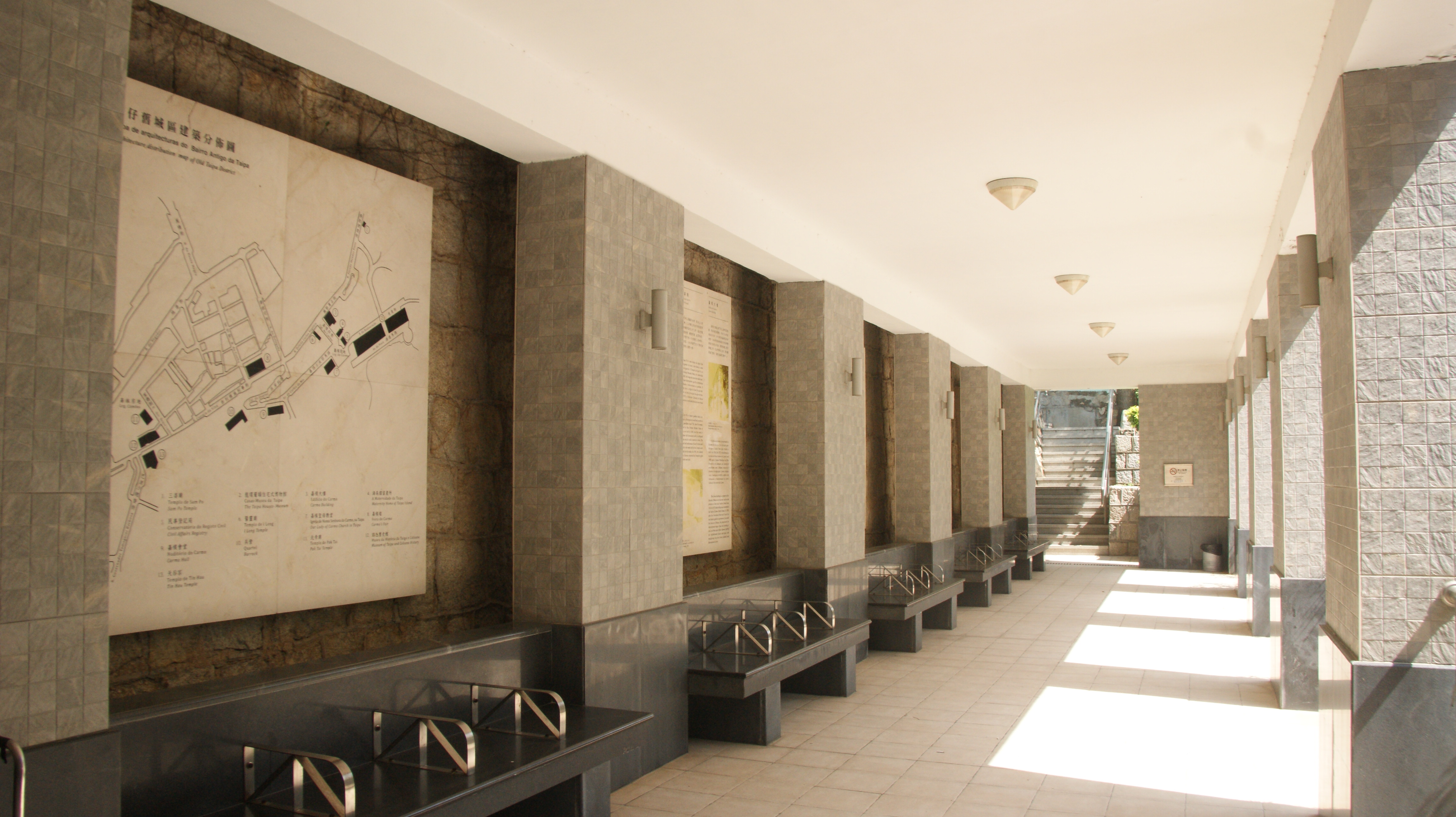
2011年增設南側長廊

氹仔舊電力廠位於嘉路士米耶馬路，毗鄰郵電局 ，是由海島議事公局於1929年開投興建，五十年代時，電廠設有兩架發電機，以限時供電方式，為居民提供電力，此建築其後曾多次被更改用途，但仍持續為本地公眾提供不同的服務。電力廠將改建成為路氹首座推廣文娛康樂活動的多功能中心，可供舉辦文娛康樂活動。為鼓勵全民參與，民政總署(今市政署)舉辦命名網上投票活動，從四個候選名字中投票選出澳門市民所喜愛的，分別為嘉模會堂、嘉模電廠會堂，嘉模劇場及嘉模展藝坊，除上述四個名字外，市民亦可自行命名，字數以二十字為限。
2011年10月22日為配合舊城區休閒文化區的規劃及發展，民署於會堂南側加建一條休憩長廊，長廊內裝設了六幅麻石蝕刻石碑，以圖文並茂的方式介紹氹仔的歷史建築，包括教堂、廟宇、政府機構及學校等，喚起大眾對氹仔歷史和舊建築的關注。

## 建築
建築物以兩層樓的平房為主，牆身素色，柱式簡潔，建築圍欄及柱子組成彎曲的前迴廊，帶來柔和之感，配合其厚重的花崗石結構基座，又形成和諧之美。由於其建築風格襆實閒雅，與鄰近的龍環葡韻、氹仔民事登記局及嘉模聖母教堂等建築物相互協調，融為一體。從氹仔兵營遙望，舊電力廠與嘉模前地建築群連綿蜿蜓，甚具氣勢。

## 外部連結
- 氹仔舊城區 （页面存档备份，存于）